# Eupteryx aurata
Eupteryx aurata är en insektsart som först beskrevs av Carl von Linné 1758.  Eupteryx aurata ingår i släktet Eupteryx och familjen dvärgstritar. Arten är reproducerande i Sverige. Inga underarter finns listade i Catalogue of Life.

## Bildgalleri

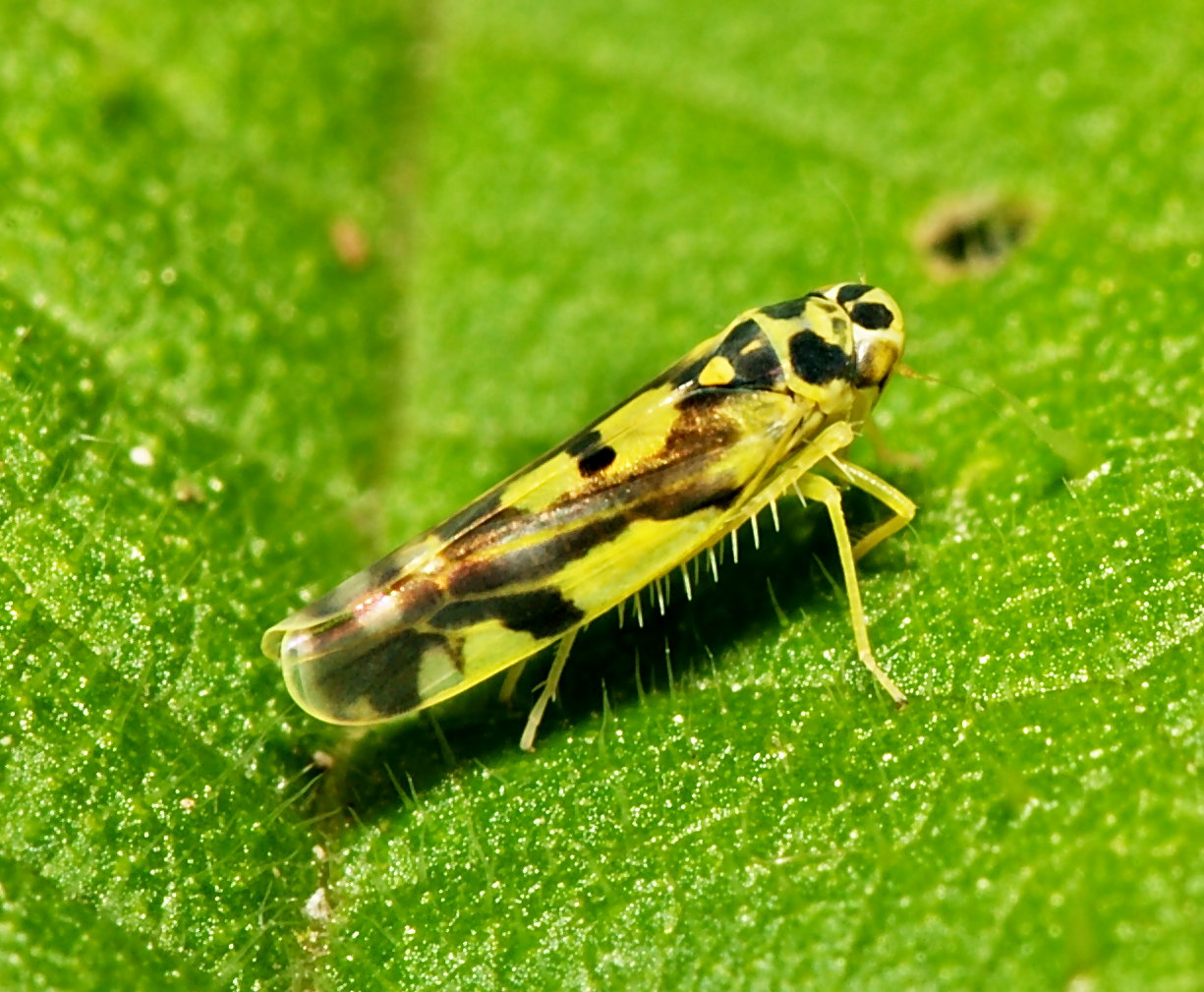
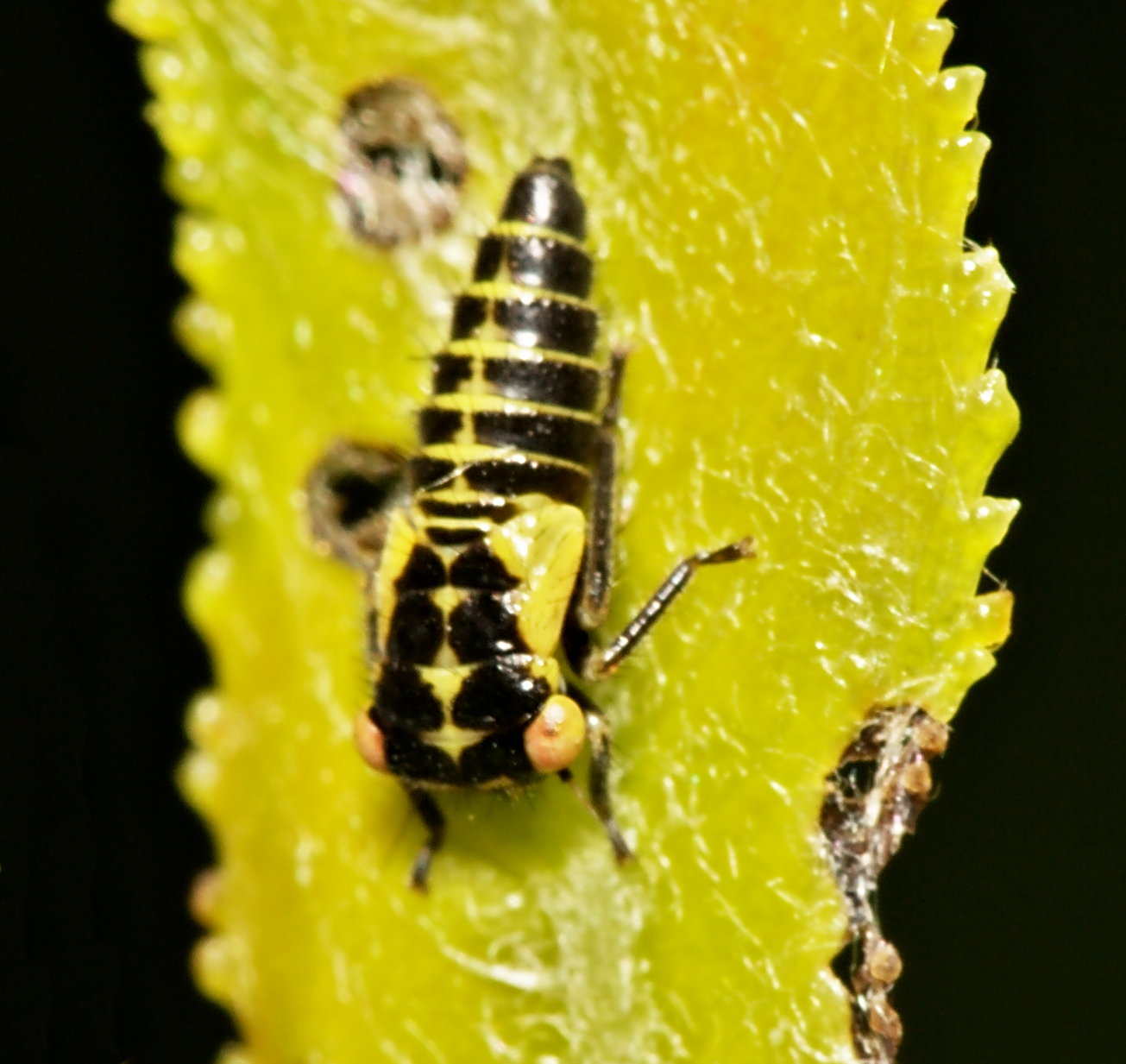
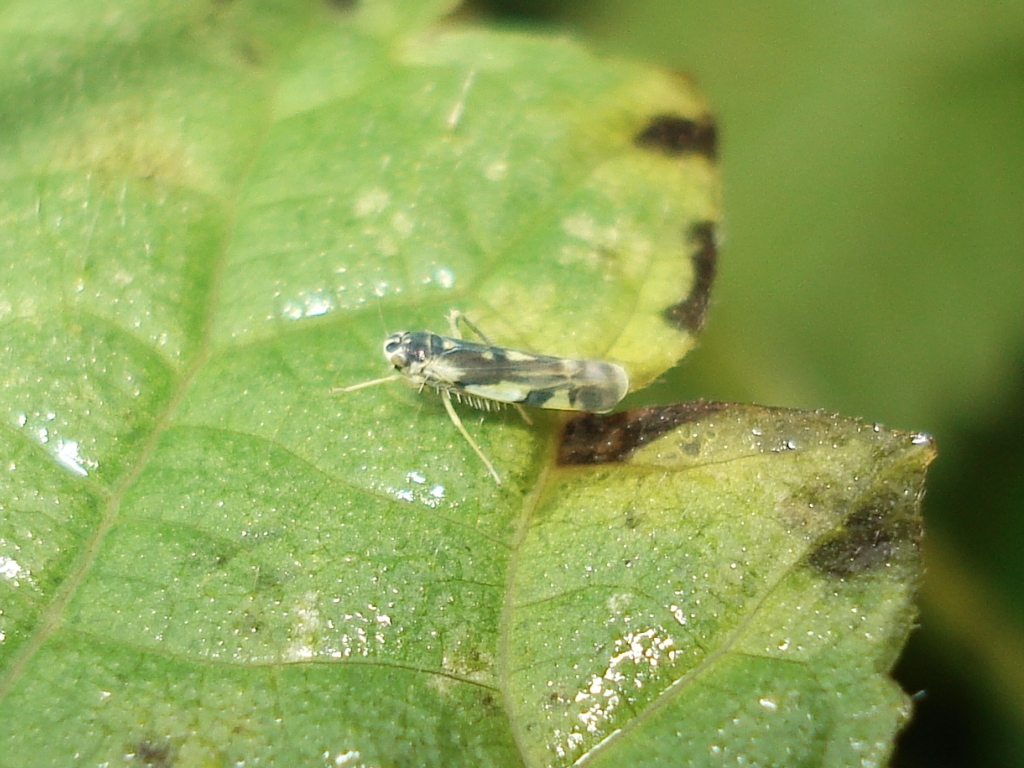